# Partido Comunista Angoleño
El Partido Comunista Angoleño fue un partido político creado en Luanda el 12 de noviembre de 1955  por Viriato Clemente da Cruz y António Jacinto con el apoyo del Partido Comunista Portugués. Otros líderes importantes fueron los hermanos Mário Pinto de Andrade y Joaquim Pinto de Andrade. En diciembre de 1956, se unió al Partido da Luta Unida dos Africanos de Angola (PLUA) para formar el MPLA.